# آني تينسلي
آني تينسلي (بالإنجليزية: Annie Tinsley)‏ (11 يناير 1808، برستون في المملكة المتحدة - 20 يناير 1885)؛ كاتِبة، شاعرة وروائية بريطانية.